# Het Monamysterie
Het Monamysterie is een stripverhaal uit de Vierkleurenreeks van Suske en Wiske. Het is geschreven door Peter Van Gucht en  getekend door Luc Morjaeu. Het album kwam uit op 12 september 2017.

## Personages
- Suske, Wiske, Schanulleke, Lambik, tante Sidonia, professor Barabas, François Boursin, monsieur Peint (directeur Louvre), Pissarro, Van Gogh, Toulouse-Lautrec, Picasso, monsieur Le Nez, meneer Carmin (Krimson), figuur op reclameposter, Vincenzo Peruggia, agenten, barman, klanten, Quasimodo, Lisa Gherardini, toeristen, medewerkers pers, Achiel

## Locaties
- Louvre, Parijs, Montmartre, La Brosse Epilée, huis van Le Nez, metro, Moulin Rouge, bioscoop

## Uitvindingen
- nieuwe teletransfor, teletijdmachine

## Verhaal
Professor Barabas neemt de vrienden mee naar het Louvre, hij vertelt dat hij een experiment mag uitvoeren op La Gioconda, oftewel de Mona Lisa. Er zijn erg veel theorieën over haar identiteit en er wordt een persconferentie georganiseerd waarin ze zelf de vele vragen zal beantwoorden. Al snel blijkt dat professor Barabas een vervalsing van het schilderij gebruikt, de figuur die verschijnt zegt François Boursin te zijn. Hij gaat ervandoor, maar de vrienden kunnen hem te pakken krijgen. Hij besluit een drankje te gaan drinken in zijn stamkroeg en vertelt dat Montmartre vroeger de wijk was van de kunstenaars Pissarro, Van Gogh, Toulouse-Lautrec en Picasso. De kopie waarop hij is afgebeeld is in 1911 door monsieur Le Nez geschilderd, vertelt Boursin. Hij gaat naar het toilet, maar verdwijnt. De directeur van het Louvre is woedend en wil professor Barabas voor de rechter slepen. Hij gelooft ook niet dat er sprake is van een kopie van het schilderij. 
De vrienden besluiten naar 1911 te reizen en daar monsieur Le Nez op te zoeken. Hij weet vast waar het originele schilderij is en dit schilderij willen de vrienden dan meenemen naar het heden. In de stamkroeg ontmoeten ze meerdere schilders en krijgen ze het adres van de teruggetrokken Le Nez, die zijn wijn altijd thuis laat bezorgen. De vrienden brengen de wijn, maar worden meteen weggestuurd. Lambik en Jerom gaan naar het Louvre en willen 's nachts de teletransfor gebruiken, maar het schilderij wordt gestolen. Suske en Wiske zijn bij het huis van Le Nez achtergebleven en zien de opdrachtgever aan de deur komen, maar de kopie is nog niet af. Ze volgen de man in de metro en ontdekken waar hij woont. Ze vinden krantenknipsels over de diefstal van de Mona Lisa door Vincenzo Peruggia. De krantenknipsels zijn echter van 1914 en komen dus uit de toekomst. De politie valt binnen en Suske en Wiske worden gearresteerd. Als ze naar buiten lopen, zien ze dat de opdrachtgever Krimson is. Lambik en Jerom worden door een agent herkend als de dieven bij het museum, maar kunnen ontkomen.
In de cel leest Wiske de overige krantenknipsels. Er zal de volgende dag een grondverzakking zijn bij het huis van Peruggia en ze denkt niet dat Krimson toevallig een huis tegenover dit huis heeft gehuurd. Per toeval zien Lambik en Jerom dat Krimson de kopie afhaalt bij het huis van Le Nez. Krimson merkt dat hij achtervolgd wordt en geeft het schilderij af achter de bar. Hij ziet dan dat Lambik een teletransfor gebruikt om een fiets van een poster te laten verschijnen en krijgt het apparaat te pakken. Krimson verstopt zich in een bioscoop en laat de trein die op de film te zien is in de zaal verschijnen. Er ontstaat grote paniek en Jerom kan voorkomen dat de trein een dame met kinderwagen raakt. Daarna laat Krimson een olifant verschijnen, maar het lukt Jerom om deze in de zoo te laten belanden. Lambik wordt dan gegrepen door een enorm geraamte dat later door honden wordt gegrepen. Dan ontsnapt Krimson met hulp van een enorme wesp, maar hij verspreekt zich nog. Daardoor komen Jerom en Lambik erachter dat Suske en Wiske in de gevangenis zitten.
Lambik en Jerom laten zich arresteren en bespreken met Suske en Wiske wat ze hebben ontdekt. De vrienden ontsnappen en Suske en Wiske gaan naar het huis van Peruggia. Volgens het krantenknipsel lag de Mona Lisa onder zijn bed en ze zien hoe hij het schilderij pakt. Inmiddels proberen Lambik en Jerom om Krimson te pakken, maar dit mislukt door de aardverzakking. Krimson gebruikt de teletransfor en zet Lambik en Jerom op een poster voor zeepreclame. Er komt gas vrij door een breuk in de leiding en alle huizen worden ontruimd. Peruggia verstopt het schilderij en vertrekt, waarna Suske en Wiske het schilderij grijpen. Krimson komt met een gasmasker binnen en grijpt het schilderij onder het bed en vertelt dat hij het verf en het hout uit de tijd van Leonardo da Vinci haalde. Hij heeft een draagbare teletijdarmband laten stelen en het lijkt alsof de kopie uit 1505 dateert. Krimson gebruikt zijn pistool om een gasexplosie te veroorzaken en is blij dat het schilderij van 700 miljoen in zijn privécollectie komt te hangen. Hij gooit in de tuin van professor Barabas de armband weg, want de batterij is toch leeg. Dan ontdekt hij dat de teletransfor niet meer in zijn tas zit.
Suske en Wiske hebben de teletransfor te pakken gekregen en halen Jerom en Lambik weer van de poster met zeepreclame. Lambik gebruikt de teletransfor om de op de poster afgebeelde bak met water te laten verschijnen en hiermee wordt de brand geblust. De vrienden zijn aanwezig als de persconferentie met Lisa Gherardini, de echtgenote van Francesco del Giocondo uit Florence, plaatsvindt. Suske en Wiske hebben het schilderij onder het bed van Peruggia namelijk verwisseld, dus Krimson heeft ook een kopie te pakken gekregen. Professor Barabas interviewt Lisa, maar zij geeft alleen geen commentaar als antwoord. De mysteries rondom het schilderij blijven dus bestaan. Boursin verdient inmiddels geld door met toeristen op de foto te gaan als Mona Lisa. Achiel heeft het schilderij van Krimson opgehangen zoals hem was opgedragen. Als Krimson het gaat bekijken, is hij helemaal in de war. Het blijkt een slechte tekening van Wiske te zijn.

## Achtergronden
Vincenzo Peruggia praat in het museum met Lambik, die vertelt dat hij loodgieter is. Ook in werkelijkheid ontmoette de dief een loodgieter toen hij met het schilderij wilde vertrekken. De loodgieter deed ook in het echt de deur voor hem open.